# إعلام جديد

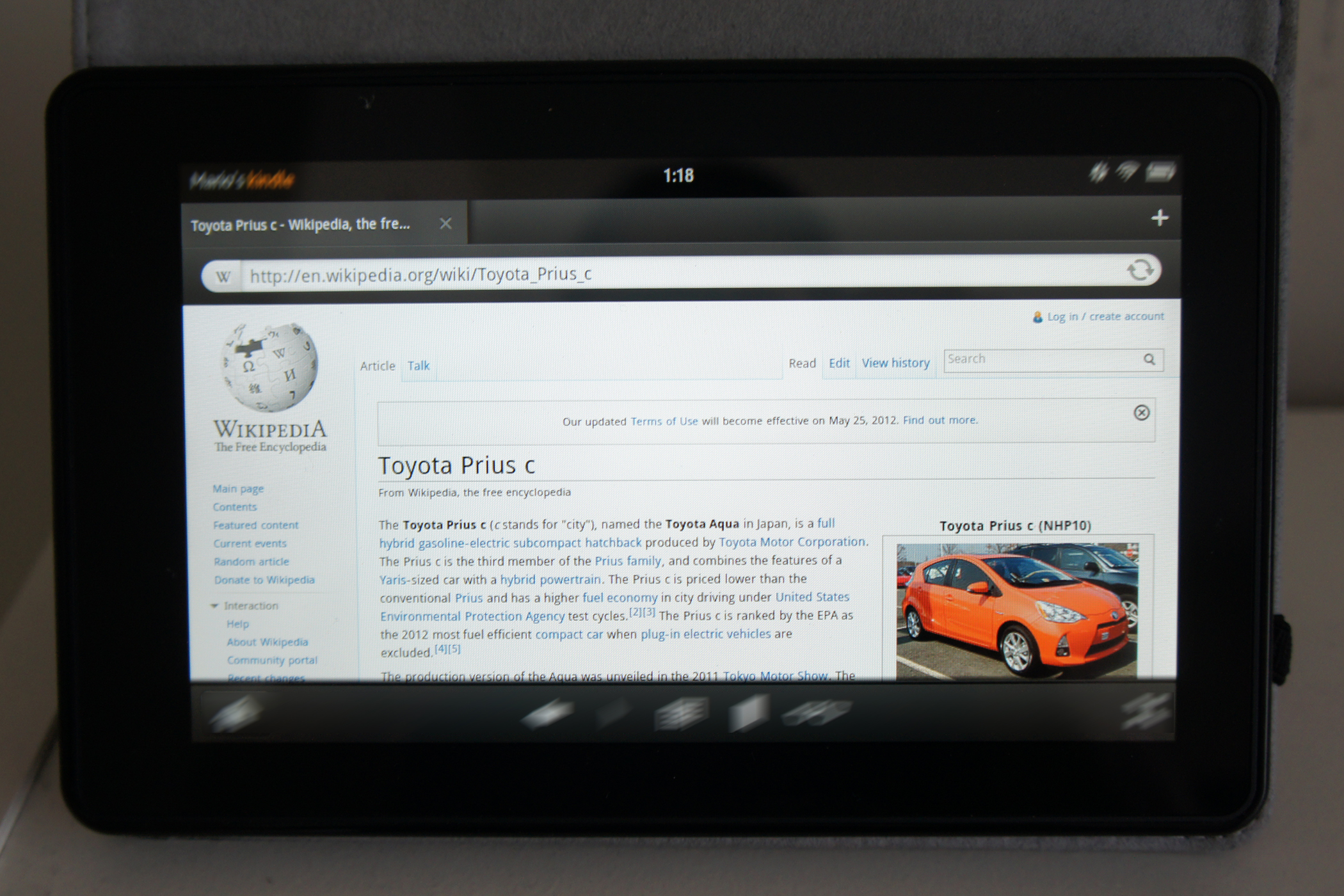

الإعلام الجديد هي الوسائل الجديدة، التي تعمل على أساسها العملية الإعلامية الاتصالية، التي تعتمد على الشبكة العنكبوتية، والتطور في التقنيات، وهي متغيرة باستمرار، مع التحديثات التي تطرأ على التكنولوجيا، وتشمل هذه الوسائط مواقع الإنترنت، والفيديوهات والأصوات التي يتم نقلها إلى الشبكة، وبريد الرسائل الإلكترونية، ومنصات التواصل الاجتماعي، وغيرها العديد من الوسائط الجديدة، ويسمى أيضًا بالإعلام التفاعلي، أو الإعلام المباشر، الذي يعتمد في عمله على الوسائط التقنية المتعددة.
هو مصطلح حديث يتضاد مع الإعلام التقليدي، كون الإعلام الجديد لم يعد فيه نخبة متحكمة أو قادة إعلاميين، بل أصبح متاحاً لجميع شرائح المجتمع وأفراده الدخول فيه واستخدامه والاستفادة منه طالما تمكنوا وأجادوا أدواته.
لا يوجد تعريف علمي محدد حتى الآن، يحدد مفهوم الإعلام الجديد بدقة إلا أن للإعلام الجديد مرادفات عدة ومنها:
- الإعلام البديل
- الإعلام الاجتماعي
- صحافة المواطن
- مواقع التواصل الاجتماعي

والإعلام الجديد له أدوات ضرورية من خلالها يتم الولوج إلى عالمه كـ:
- توفر الجهاز الإلكتروني (حاسب آلي، هاتف ذكي، جهاز لوحي)
- توفر الإنترنت
- الاشتراك أو الانضمام لإحدى مواقع التواصل الاجتماعي كـ الفيسبوك، وتويتر، والانستغرام واليوتيوب، المدونات، وغيرها من المواقع الاجتماعية الإلكترونية النشطة والتي تشكل ثقلا في العالم الافتراضي.
- يوتيوب ويعتبر من أهم مواقع الذي ادت إلى اكتشاف النشاطين الاجتماعين والممثلين الكوميديون من الإعلام الجديد.

## خصائص الإعلام الجديد
تميز الإعلام الجديد بالعديد من الخصائص ومنها:
- التفاعلية: حيث يتبادل القائم بالاتصال والمتلقي الأدوار، وتكون ممارسة الاتصال ثنائية الاتجاه وتبادلية، وليست في اتجاه أحادي، بل يكون هناك حوار بين الطرفين.
- اللاتزامنية: وهي إمكانية التفاعل مع العملية الاتصالية في الوقت المناسب للفرد، سواءً كان مستقبلاً أو مرسلاً.
- المشاركة والانتشار: يتيح الإعلام الجديد لكل شخص يمتلك أدوات بسيطة أن يكون ناشراً يرسل رسالته إلى الآخرين.
- الحركة والمرونة: حيث يمكن نقل الوسائل الجديدة بحيث تصاحب المتلقي والمرسل، مثل الحاسب المتنقل، وحاسب الإنترنت، والهاتف الجوال، والأجهزة الكفية، بالاستفادة من الشبكات اللاسلكية.
- الكونية: حيث أصبحت بيئة الاتصال بيئة عالمية، تتخطى حواجز الزمان والمكان والرقابة.
- اندماج الوسائط: في الإعلام الجديد يتم استخدام كل وسائل الاتصال، مثل النصوص، والصوت، والصورة الثابتة، والصورة المتحركة، والرسوم البيانية ثنائية وثلاثية الأبعاد... إلخ.
- الانتباه والتركيز: نظراً لأن المتلقي في وسائل الإعلام الجديد يقوم بعمل فاعل في اختيار المحتوى، والتفاعل معه، فإنه يتميز بدرجة عالية من الانتباه والتركيز، بخلاف التعرض لوسائل الإعلام التقليدي الذي يكون عادةً سلبياً وسطحياً.
- التخزين والحفظ: حيث يسهل على المتلقي تخرين وحفظ الرسائل الاتصالية واسترجاعها، كجزء من قدرات وخصائص الوسيلة بذاتها.[1]

## إنجازات الإعلام الجديد
لقد نجح الاعلام الجديد في تحويل عدة قضايا هامة بعد تبنيها من قبل روّاده إلى قضايا رأي عام، لافتاً انتباه المجتمع والمسؤولين إليها، فلا يستطيع أحد اليوم أن يدعي بأنه مهتم بالشأن العام، أو قريب من نبض الشارع، ويشعر بهموم الشعب دون استخدام - مباشر أو غير مباشر - لقنوات الاعلام الجديد.ولن تنجح أي جهه تخدم المواطنين في المستقبل القريب وهي لاتملك خطة واضحة للانخراط في حراك الاعلام الجديد.

## المملكة والإعلام الجديد
مهما انعزل الفرد عن الإنترنت إلا أنه من شبة المستحيل أن يخلو يومه من الاستماع لحديث المجالس حول مايجري في صفحات الاعلام الجديد (فيس بوك، تويتر، يوتيوب، غيرها). فعندما انطلقت الشبكات الاجتماعية تواليا (فيس بوك، يوتيوب، تويتر) مابين 2004-2006 اجتذبت في البداية اهتمام فئة محدودة من الناس، وبالأخص من لهم ميولات تخصصية بالبرمجة والتقنية، فلم يكن دخول السعوديين بشكل فاعل في الشبكات الاجتماعية إلا في مطلع سنة 2008 تقريبا.
لكن ما يحدث في الثلاث سنوات الأخيرة 2010-2011-2012 هو إقبال غير مشهود من قبل أعطى ثقلا للعالم الافتراضي في الإنترنت طابعا يحمل معه أصداء عالية على أرض الواقع. فموقع فيس بوك في المملكة العربية السعودية اليوم على سبيل المثال يشهد نسبة دخول تبلغ 20.73% مقارنة بالتعداد السكاني للسعودية، و54.44% مقارنة بعدد مستخدمي الإنترنت، مما يجعله في مراتب متقدمة عالميا من حيث نسبة المستخدمين.

## العلاقة بين الإعلام التقليدي والإعلام الجديد
- هناك منافسة شديدة وضارية بين وسائل الاعلام التقليدي والاعلام الجديد.
- هناك أرقام مؤكدة حول انحسار عدد المتابعين لوسائل الاعلام التقليدي وازدياد مستخدمي الاعلام الجديد في المجال الصحفي.
- بعض وسائل الاعلام التقليدي أخذت تعيد تكوين نفسها، وتعيد بناء ذاتها، لتندمج في الاعلام الجديد وتكون جزء منه.

### الظواهر التي صاحبت الإعلام الجديد
- كسر احتكار المؤسسات الاعلامية الكبرى.
- ظهور طبقة جديدة من الاعلاميين، واحيانا من غير المتخصصين في الاعلام، إلا أنهم أصبحوا محترفين في استخدام تطبيقات الاعلام الجديد، بما يتفوقون فيه على أهل الاختصاص الاصليين.
- ظهور منابر جديدة للحوار، فقد أصبح باستطاعة أي فرد في المجتمع أن يرسل ويستقبل ويتفاعل ويعقب ويستفسر ويعلق بكل حرية، وبسرعة فائقة.
- ظهور اعلام الجمهور إلى الجمهور.
- ظهور مضامين ثقافية واعلامية جديدة.
- المشاركة في وضع الأجندة.
- نشوء ظاهرة المجتمع الافتراضي والشبكات الاجتماعية.
- تفتيت الجماهير.[2][3]

## وصلات خارجية
- ما هو الإعلام الجديد على يوتيوب